# カリン・クリューガー
カリン・クリューガー（Karin Krüger、1958年8月8日 - ）はドイツの柔道選手。階級は66kg級と72kg級。身長180cm。

## 人物
柔道は14歳の時に始めた。最初は西ドイツの選手として、1978年のヨーロッパ選手権66kg級で優勝を飾った。1979年のヨーロッパ選手権では3位となった。1980年にニューヨークで初開催となった女子の世界選手権では7位だった。1982年のヨーロッパ選手権では3位だった。パリで開催された世界選手権では決勝まで進むも、地元フランスの　でぃでぃえに敗れたものの銀メダルを獲得した。1987年のヨーロッパ選手権では2位になった。その後階級を72kg級に上げると、1990年のヨーロッパ選手権で優勝を果たした。1991年の世界選手権では7位に終わった。1992年のヨーロッパ選手権では3位になったが、バルセロナオリンピックには国内の代表争いに敗れて出場できなかった。

## 主な戦績
66kg級での戦績
- 1978年 - ヨーロッパ選手権　優勝
- 1979年 - ドイツ国際　優勝
- 1979年 - イギリス国際　優勝
- 1979年 - ヨーロッパ選手権　3位
- 1980年 - ドイツ国際　優勝
- 1980年 - オランダ国際　優勝
- 1980年 - 世界選手権　7位
- 1981年 - ドイツ国際　3位
- 1982年 - ドイツ国際　優勝
- 1982年 - ヨーロッパ選手権　3位
- 1982年 - 世界選手権　2位
- 1984年 - 福岡国際　3位
- 1986年 - ソ連女子国際　66kg級　2位　無差別　3位
- 1986年 - ドイツ国際　優勝
- 1986年 - オランダ国際　優勝
- 1987年 - ドイツ国際　3位
- 1987年 - ヨーロッパ選手権　2位
- 1988年 - ドイツ国際　2位

72kg級での戦績
- 1990年 - ドイツ国際　3位
- 1990年 - ヨーロッパ選手権　優勝
- 1991年 - 世界選手権　7位
- 1992年 - ヨーロッパ選手権　3位